# 컬러라시구
컬러라시구(루마니아어: Călăraşi)는 몰도바 중부에 위치한 구로 행정 중심지는 컬러라시이며 면적은 753km2, 인구는 78,800명(2011년 기준)이다. 북쪽으로는 텔레네슈티 구, 동쪽으로는 오르헤이 구, 남쪽으로는 스트러셰니 구, 남서쪽으로는 니스포레니 구, 서쪽으로는 운게니 구와 접한다.